# Joaquín Larrivey
Joaquín Oscar Larrivey (Gualeguay, 20 augustus 1984) is een Argentijns voetballer die bij voorkeur als aanvaller speelt. Hij tekende in 2014 bij Baniyas SC, dat hem overnam van Celta de Vigo. Voorheen was hij actief in Argentinië, Italië, Mexico en Spanje.

## Clubcarrière
Larrivey stroomde in 2004 door vanuit de jeugd van CA Huracán. Nadat hij hier bijna honderd wedstrijden in het eerste elftal speelde, haalde Cagliari hem in 2007 naar de Serie A. Hoewel de club hem in zijn vijf jaar daar twee keer verhuurde aan clubs uit zijn geboorteland, kwam hij ook hier tot bijna honderd competitiewedstrijden in de hoofdmacht. In 2009 speelde de spits een tijd voor Vélez Sarsfield en tijdens het seizoen 2010/11 was hij actief voor CA Colón.
Larrivey verruilde Cagliari in januari 2013 voor CF Atlante, om een half jaar later weer te verhuizen naar het dan in de Primera División uitkomende Rayo Vallecano. In zijn debuutjaar in Spanje scoorde hij twaalf doelpunten in 35 competitieduels. Daarmee verdiende hij in de zomer van 2014 een transfer naar het dan net drie plaatsen hoger geëindigde Celta de Vigo, dat hem gratis oppikte. Op 24 augustus 2014 was de Argentijn in zijn eerste wedstrijd voor Celta de Vigo meteen trefzeker.
Larrivey verblijf bij Celta de Vigo duurde eveneens één jaar, want hij tekende in 2014 bij Baniyas SC.